# Armenian Heritage Park
L'Armenian Heritage Park est un parc et un mémorial dédié au génocide arménien, situé à Boston. Il constitue la treizième étape de la coulée verte Rose Fitzgerald Kennedy Greenway, entre Faneuil Hall et Christopher Columbus Park.

## Description
Le mémorial est notamment composé d'une sculpture entourée d'un bassin réfléchissant. Celle-ci possède 24 à 26 configurations différentes, symbolique de la diaspora et des origines diverses. Le mémorial est également composé d'une partie labyrinthique en herbe qui rend hommage à la contribution arménienne aux États-Unis. C'est également une symbolique du chemin de la vie.